# Lijst van burgemeesters van Rheden
Dit is een lijst van burgemeesters van de Nederlandse gemeente Rheden in de provincie Gelderland.
| Ambtsperiode            | Naam burgemeester                                            | Partij of stroming | Bijzonderheden                                                           |
| ----------------------- | ------------------------------------------------------------ | ------------------ | ------------------------------------------------------------------------ |
| 1818 - 1826             | Laurentius Joan van der Sluis                                |                    | was sinds 1811 maire en sinds 1813 schout van de opgeheven gemeente Velp |
| 1826 - 1848             | Mr. Diederik Gerhard Adriaan van Hasselt                     |                    |                                                                          |
| 1848 - 1880             | Mr. Jacob Pieter Johan Theodore Brantsen                     |                    |                                                                          |
| 1880 - 1881             | Frederik Justus Hendrik Lodewijk baron d'Aulnis de Bourouill |                    | was burgemeester van Westervoort.                                        |
| 1881 - 1913             | Mr. Andreas Hegelund Brandt                                  |                    |                                                                          |
| 1913 - 1917             | Hendrik Willem de Joncheere                                  |                    |                                                                          |
| 1917 - 1931             | mr. Henri Petrus Johannus Bloemers                           | Liberaal           | werd burgemeester van Groningen                                          |
| 1931 - 1941             | Willem Theodoor Cornelis Zimmerman                           |                    | was burgemeester van Enkhuizen.                                          |
| 1941 - 1945             | Mr. Carel August Franz Kalhorn                               |                    |                                                                          |
| 1945 - 1949             | Willem Theodoor Cornelis Zimmerman                           |                    |                                                                          |
| 1950 - 1958             | Jan (J.) de Bruin                                            | PvdA               |                                                                          |
| 1958 - 1973             | Mr. J.P. Drost                                               | PvdA               |                                                                          |
| 1973 - 1979             | Dr. Gilles (G.W.B.) Borrie                                   | PvdA               |                                                                          |
| 1980 - 1985             | Mr. Huib (H.V.) van Walsum                                   | PvdA               |                                                                          |
| 1986 - 2004             | Ties Jan Koek                                                | PvdA               | was burgemeester van Winschoten                                          |
| 2004 - 2017             | Petra (P.M.) van Wingerden-Boers                             | VVD                | was burgemeester van Groenlo                                             |
| 15 januari 2018 - heden | Carol (C.F.) van Eert                                        | PvdA               | was burgemeester van Beuningen                                           |